# Joseph Trần Văn Thiện
Joseph Trần Văn Thiện (Long Điền, 1º ottobre 1908 – Mỹ Tho, 24 febbraio 1989) è stato un vescovo cattolico vietnamita.

## Biografia
Joseph Trần Văn Thiện nacque il 1º ottobre 1908 a Long Điền, comune nel distretto Đông Hải della provincia di Bac Lieu. Sentita la vocazione fin da bambino, studiò presso i lasalliani e in seguito frequentò il seminario San Giuseppe di Saigon sia il minore che il maggiore.
Fu ordinato presbitero il 21 settembre 1935. Nel 1939 venne inviato in Francia per studiare; tornato in patria nel 1947 fu nominato direttore del seminario minore Á Thánh Minh. Desiderando tuttavia servire il popolo ed essere a contatto con la gente, nel 1956 si dimise dalla carica di direttore del seminario e chiese di essere assegnato al servizio parrocchiale. Fu quindi nominato parroco della parrocchia di Bãi Xan, ma, dopo appena due anni, venne nominato direttore del nuovo pontificio collegio San Pio X di Ðà Lat.
Il 24 novembre 1960 papa Giovanni XXIII, con la bolla Quod venerabiles, eresse la diocesi di Mỹ Tho e lo nominò primo vescovo. Ricevette l'ordinazione episcopale il 22 gennaio 1961 per imposizione delle mani dell'arcivescovo di Huê Pierre Martin Ngô Đình Thục; prese possesso della diocesi il 5 aprile seguente. Fu padre conciliare al Concilio Vaticano II partecipando a tutte le quattro sessioni. 
Durante gli anni del suo ministero si concentrò sulla cura pastorale della popolazione: la diocesi arrivò infatti a contare cinque ospedali, sei orfanotrofi, una casa di cura e sei case maternità. Inoltre, tramite la Caritas diocesana, venivano assistiti i bisognosi dopo la fine della guerra. Fu promotore della crescita culturale istituendo corsi di formazione per laici e favorendo borse di studio per i seminaristi. Portò a compimento la costruzione del palazzo vescovile e del seminario minore San Giovanni XXIII.
Resse la diocesi per ventotto anni, morendo a Mỹ Tho il 24 febbraio 1989 all'età di 80 anni.

## Genealogia episcopale e successione apostolica
La genealogia episcopale è:
- Patriarca Eliya XII Denha
- Patriarca Yukhannan VIII Hormizd
- Vescovo Isaie Jesu-Yab-Jean Guriel
- Arcivescovo Augustin Hindi
- Patriarca Yosep VI Audo
- Patriarca Eliya XIV Abulyonan
- Patriarca Yosep Emmanuel II Thoma
- Vescovo François David
- Arcivescovo Antonin-Fernand Drapier, O.P.
- Arcivescovo Pierre Martin Ngô Đình Thục
- Vescovo Joseph Trần Văn Thiện

La successione apostolica è:
- Vescovo André Nguyễn Văn Nam (1975)